# Toekomstboom
Een toekomstboom (ook wel T-boom genoemd) is een boom waarvan besloten is dat die mag blijven groeien ten opzichte van andere bomen. Dit kan zowel in stedelijk gebied als bebost gebied.

## Toekomstbomen in bebost gebied
De term toekomstboom wordt gebruik bij het dunnen in de bosbouw. Tijdens het dunnen worden bomen weggehaald om de groei van de overblijvende bomen te stimuleren. Dunning zorgt ervoor dat de concurrenten van de aangewezen toekomstbomen worden gekapt zodat deze toekomstbomen meer licht en voedingsstoffen krijgen. Bij laagdunning worden ook de bomen gekapt  die anders mogelijk zouden sterven.

## Toekomstbomen in stedelijke context

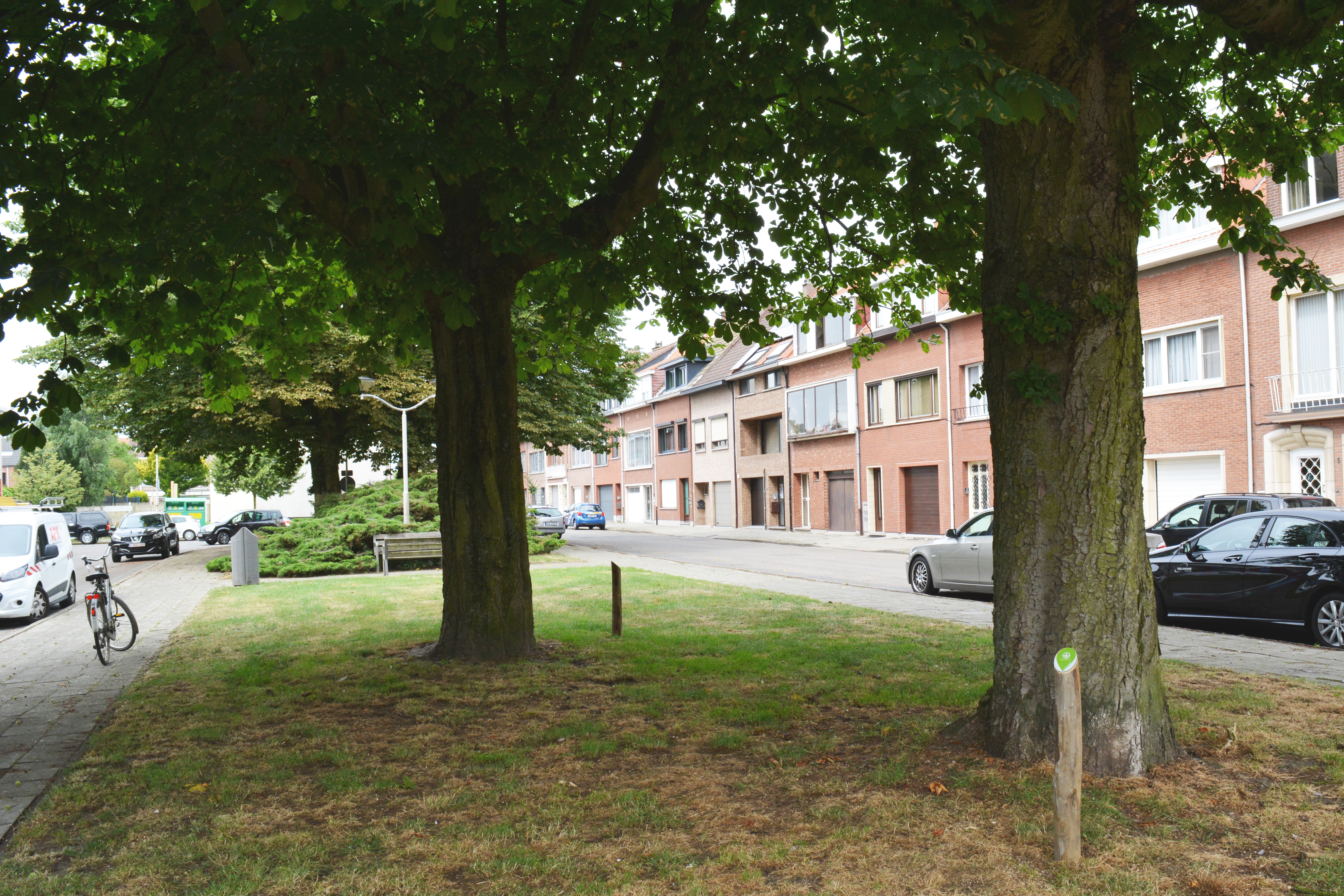
Toekomstbomen in stedelijke context

Ook in steden kunnen bomen aangeduid worden als toekomstboom. Dit zijn bomen in een straat of op een plein waarvoor de nodige voorzieningen zijn getroffen en de bijhorende investeringen zijn gedaan om ze groot en oud te laten worden en zo lang mogelijk te laten behouden.
Daarbij gaat het vooral om het reserveren of inrichten van voldoende en kwaliteitsvolle groeiruimte voor de boomwortels. Zo heeft een boom ongeveer 100 m³ ondergrondse ruimte nodig om 100 jaar te kunnen groeien.
Om als toekomstboom aangewezen te worden moeten de bomen aan bepaalde criteria voldoen. Zo kan het zijn dat de bomen een aantal meter afstand moeten hebben van gebouwen en van een bepaalde soort moeten zijn. Ook moeten de bomen voldoende ruimte rond zich hebben voor hun wortels. In stad Antwerpen moeten de bomen bijvoorbeeld 7 meter van de gebouwen staan en van een soort zijn die oud kan worden, vooraleer ze de term toekomstboom krijgen.